# 1100
1100 (MC) a fost un an bisect al calendarului iulian.

## Evenimente

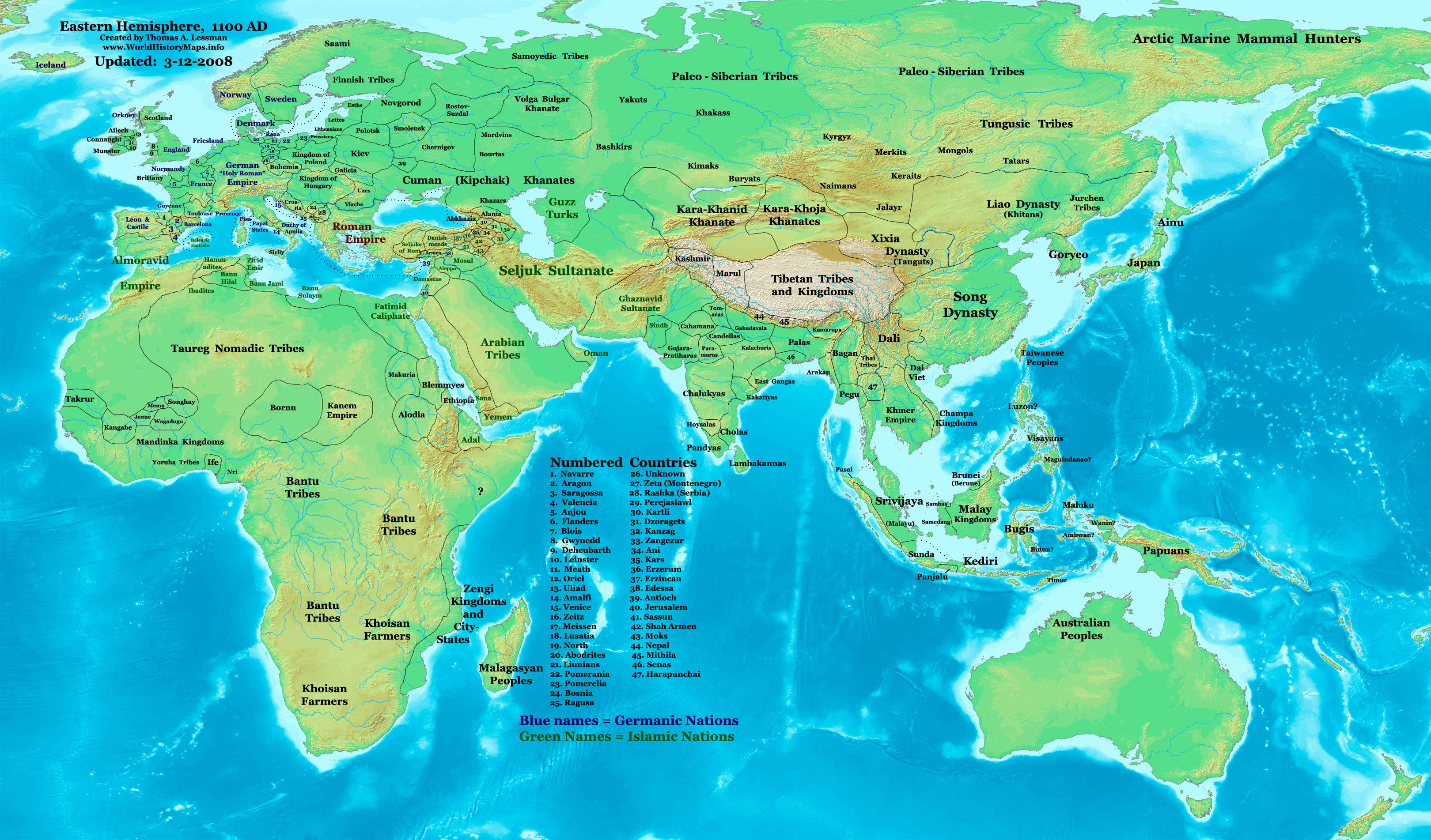
Emisfera estică în jurul anului 1100

- 5 august: Henric I Beauclerc devine rege al Angliei, în pofida drepturilor unchiului său, Robert I Courteheuse, duce de Normandia.
- 20 august: Acțiunea flotei venețiene permite lui Tancred de Hauteville, regent al Antiohiei, să cucerească Haifa.
- 30 august: Întâlnirea cnejilor ruși de la Vitichev, în urma căreia se hotărăște că David Igorovici își pierde drepturile asupra cnezatului de Vladimir, care este dăruit de Sviatopulk al II-lea fiului său, Iaroslav; drept compensație, Igor primește Dorogobuj.
- 8 septembrie: Ca urmare a morții antipapei Clement al III-lea, Teodoric, episcop de San Rufino, este înscăunat la Roma, fiind în opoziție cu papa Pascal al II-lea; la solicitarea magnaților, împăratul Henric al IV-lea organizează o dietă la Mainz, în vederea restabilirii unității în Biserica catolică.
- 12 septembrie: Balduin de Boulogne, conte de Edessa, află de moartea fratelui său, Godefroy de Bouillon, din partea unei delegații a cruciaților venite din Palestina, care îi oferă tronul Regatului Ierusalimului; el lasă la conducerea Edessei pe vărul său, Balduin du Bourg.
- 16 septembrie: Almoravizii îi înfrâng pe castilieni în bătălia de la Malagon (în apropiere de prezentul Ciudad Real).
- 23 septembrie: În urma morții regelui William al II-lea Rufus într-un accident de vânătoare, Anselm revine în Anglia pentru a obține din nou arhiepiscopia de Canterbury.
- 25 septembrie: O flotă genoveză ajunge la Laodicea.
- 18 octombrie: Regele Pedro I al Aragonului ocupă Barbastro de la mauri.
- 18 noiembrie: Deschiderea conciliul de la Poitiers: ducele Guillaume al Aquitaniei îi dispersează pe prelații care intenționau să îl excomunice din nou pe regele Filip I al Franței.
- 25 decembrie: Regele Filip I al Franței îl asociază la domnie pe fiul său, Ludovic.

### Nedatate
- ianuarie: Sultanul selgiucid Muhammed I este nevoit să părăsească Bagdadul; orașul este ocupat de fratele său Barkyaruq.
- mai sau iunie: Raymond de Saint-Gilles se îmbarcă pentru a veni la Constantinopol, pentru a obține de la împăratul Alexios I Comnen permisiunea de a cuceri Tripoli.
- iunie: Învestit principe de Antiohia, Boemund de Taranto reia ofensiva împotriva emirului de Alep și a armenilor din Cilicia; el este ajutat de arhiepiscul Daimbert de Pisa, venit cu 120 de vase pisane și care participă la fortificarea Jaffei; devenit între timp patriarh al Ierusalimului, obține pentru negustorii pisani un sfert din Orașul Sfânt, iar mai apoi întreaga Jaffa; pentru a-i contrabalansa influența, Godefroy de Bouillon acordă venețienilor numeroase privilegii și înlesniri comerciale și le promite o treime din viitoarele orașe cucerite de către cruciați.
- august: Boemund de Taranto, principele Antiohiei, este capturat de turcii danișmenizi din Sivas, ajutați de guvernatorul armean Gabriel, în Bătălia de la Melitene (Malatya); Tancred de Hauteville, nepot al lui Bohemund, devine regent în Principatul Antiohiei.
- octombrie: În drum spre Ierusalim pentru preluarea coroanei, Balduin de Boulogne este atacat de către Duqaq, conducătorul din Damasc, în trecătoarea Nahr al-Kalb.
- Apare cultura Pueblo, pe continentul nord-american.
- Apare prima așezare de pe teritoriul de astăzi al Statelor Unite (în Arizona).
- Este fondat orașul Cuzco, în Peru.
- Orașele suedeze Kalmar, Kungalv și Varberg obțin câte o chartă.
- Orașele Veneția, Genova și Pisa dobândesc facilități comerciale pentru sprijinul adus cruciaților.
- Populația Chinei din timpul dinastiei Song depășește 100 de milioane, având o armată de 1,4 milioane soldați; capitala Kaifeng numără 1.050.000 de locuitori.
- Regele Filip I al Franței ocupă Vexin de la regele Angliei; de asemenea, orașele Bourges și Berry intră în domeniul regal francez.
- Regele Henric I al Angliei proclamă Carta Libertăților ("Charter of Liberties"), unul dintre primele exemple de constituție; documentul este considerat ca un precursor al "Magna Charta Libertatum".
- Statul chinez Liao înfrânge neamul Zubu, al cărui han este luat prizonier.

## Arte, științe, literatură și filozofie
- Inventarea jocului de dame (dată aproximativă).

## Înscăunări
- 23 februarie: Huizong, împărat chinez din dinastia Song (1100-1125).
- 5 august: Henric I Beauclerc, rege al Angliei (1100-1135).
- 8 septembrie: Teodoric, antipapă.
- 12 septembrie: Balduin du Bourg, conte de Edessa.
- 25 decembrie: Balduin I, rege al Ierusalimului.

### Nedatate
- august: Tancred de Hauteville, regent în Principatul Antiohiei (1100-1103).

## Nașteri
- 23 mai: Qinzong, împărat chinez (d. 1161)
- Albert I de Brandenburg (d. 1170).
- Guglielmo al V-lea de Monferrat (d. 1191).
- Henri de Blois (d. 1171).
- Pietro Lombardo, teolog italian (d. ?)

## Decese
- 23 februarie: Zhezong, împărat chinez, dinastia Song (n. 1077).
- 18 iulie: Godefroy de Bouillon, apărător al Sfântului Mormânt (n.c. 1060).
- 23 iulie: Warner de Grez, cruciat francez (n. ?)
- 2 august: William Rufus, rege al Angliei (n.c. 1056).
- 8 septembrie: Clement al III-lea, antipapă (n. ?)
- 16 septembrie: Bernold de Konstanz, cronicar german (n. 1054).
- 13 octombrie: Guy I, conte de Ponthieu (n. ?)
- 22 decembrie: Bretislav al II-lea, duce de Boemia (n. ?)

### Nedatate
- octombrie: Geoffroi al II-lea, conte de Perche (n. ?)
- Alberico de Montecassino, călugăr italian (n. 1030)
- Guglielmo al IV-lea de Monferrato (n. 1030).